# Толочановы
Толочановы — русский дворянский род XVI—XVII веков.
При подаче документов (1686) для внесения рода в Бархатную книгу, была предоставлена родословная роспись Толочановых. Этот древний род впоследствии пресёкся.
Существовал род более позднего происхождения, его представитель — Аркадий Андреевич Толочанов — тайный советник, ломжинский и радомский губернатор.

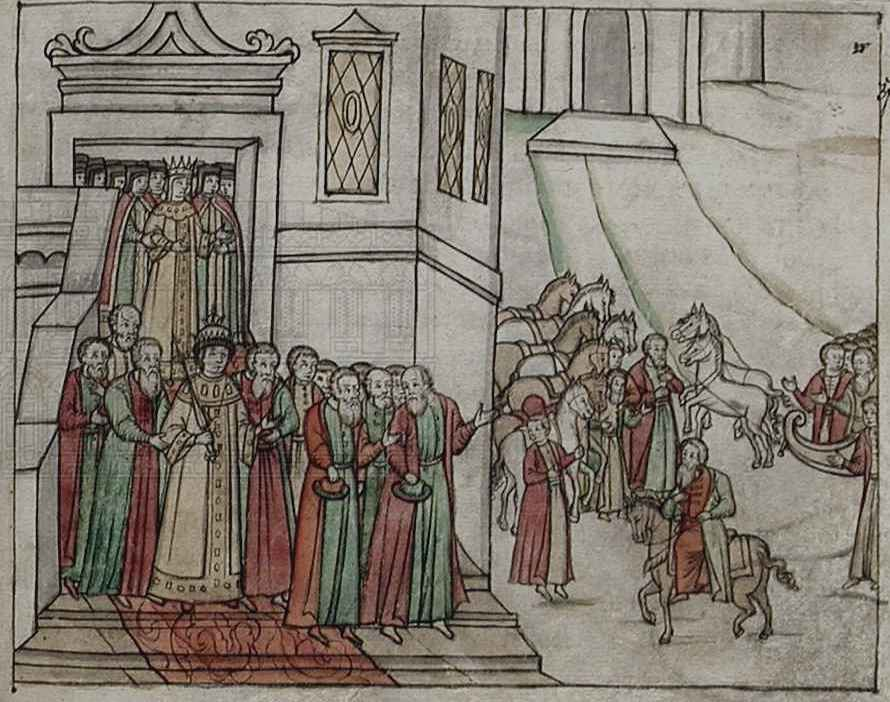
«А из палаты шел государь и государыня сеньми да лестницею, что у Грановитой палаты, до аргамака и до саней. А под ними государи слали путь камками червчатыми стряпчие князь Дмитрей княж Александров сын Ростовской, Петр Никитин сын Измайлов, Иван Михайлов сын Толочанов, Иван Михайлов сын Чепчюгов, Иван Азеев сын Опухтин, Михайло Ефимов сын Телепнев. А аргамак государев … боярин князь Борис Михайлович Лыко.»

## Известные представители
- Толочанов Фёдор — осадный голова в Путивле (1582).
- Толочанов Михаил Фёдорович — стряпчий с ключом при Лжедимитрии,
- Толочанов Афанасий Михайлович — московский дворянин (1627-1640), стольник, воевода в Брянске (1615), в Белёве (1617-1618), в Новосиле (1621), в Царевококшайске (1625—1627 и 1632), в Берёзове (1635), в Хотмыжске (1641-1642).
- Толочанов Никифор Матвеевич — стряпчий с платьем (1627-1629), стольник (1636-1676), посланник в Грузии (1650), воевода в Дорогобуже (1658 и 1663),  в Смоленске (1658—1662).
- Толочанов Яков Михайлович — стольник (1627-1640).
- Толочанов Дмитрий Никифорович — воевода в Алатыре (1629).
- Толочанов Дмитрий Михайлович — стольник (1627-1640), воевода в Ельце (1634-1635), в Усерде (1638-1639), в Курмыше (1644-1647), в Копысе (1655), московский дворянин (1658).
- Толочанов Яков Михайлович — воевода в Севске (1636—1637),
- Толочанов Фёдор Михайлович — стольник (1627-1640), воевода в Козмодемьянске (1646), московский дворянин (1658-1668).
- Толочанов Иван Михайлович — стольник (1627-1668), воевода в Дорогобуже, Рославле (1654-1655), в Шклове (1654—1657).
- Толочанов Семён Фёдорович — стольник (1658-1676), думный дворянин (1680), заседал в приказе Казанского дворца (1681),  казначей (1682), окольничией (1683-1692), воевода в Переславле-Южном (1689-1693)
- Толочанов Лев Дмитриевич - стряпчий (1676), стольник (1677).
- Толочанов Василий Семёнович - комнатный стольник царя Ивана Алексеевича (1676), стольник (1677).
- Толочанов Василий Семёнович - стольник царицы Натальи Кирилловны (1676), комнатный стольник царя Ивана Алексеевича (1686-1692)